# Leptostylis faurei
Leptostylis faurei är en kräftdjursart som beskrevs av Francis Day 1980. Leptostylis faurei ingår i släktet Leptostylis och familjen Diastylidae. Inga underarter finns listade i Catalogue of Life.